# 13059 Дюкуруа
13059 Дюкуруа (13059 Ducuroir) — астероїд головного поясу, відкритий 18 січня 1991 року.
Тіссеранів параметр щодо Юпітера — 3,406.